# Jordan (Wisconsin)
Jordan – miasto w Stanach Zjednoczonych, w stanie Wisconsin, w hrabstwie Green.